# Джоново-Бялоґардзьке
Джоново-Бялоґардзьке (пол. Drzonowo Białogardzkie) — село в Польщі, у гміні Тихово Білоґардського повіту Західнопоморського воєводства.
Населення — 155 осіб (2011).
У 1975-1998 роках село належало до Кошалінського воєводства.

## Демографія
Демографічна структура станом на 31 березня 2011 року:
|          | Загалом | Допрацездатний вік | Працездатний вік | Постпрацездатний вік |
| -------- | ------- | ------------------ | ---------------- | -------------------- |
| Чоловіки | 71      | 14                 | 54               | 3                    |
| Жінки    | 84      | 22                 | 44               | 18                   |
| Разом    | 155     | 36                 | 98               | 21                   |